# توم ويليامسون (لاعب كرة قدم)
توم ويليامسون (بالإنجليزية: Tom Williamson)‏ (8 فبراير 1901 في المملكة المتحدة - 1 أبريل 1988 في المملكة المتحدة) هو لاعب كرة قدم بريطاني (وحمل سابقاً جنسية المملكة المتحدة لبريطانيا العظمى وأيرلندا) في مركز نصف الجناح. لعب مع بلاكبيرن روفرز وستوك سيتي ونورويتش سيتي ونادي لانارك الثالث وKirkintilloch Rob Roy F.C. ‏.